# Préfecture de M'diq-Fnideq
La préfecture de M'diq-Fnideq est une subdivision à dominante urbaine de la région marocaine de Tanger-Tétouan-Al Hoceima.

## Géographie
Cinq villes y sont implantées :
- Martil
- Fnideq
- M'diq
- Alliyenne
- Belyounech

## Localisation
La préfecture de M'diq-Fnideq est bordée par la mer Méditerranée au nord, la préfecture de Fahs Anjra à l'ouest, la province de Tétouan au Sud et la mer Méditerranée à l'est.
Son siège se trouve à M'Diq.

## Histoire
Créée en 2005, elle dispose d'un territoire qui faisait auparavant partie de la province de Tétouan